# Брачки виталац
Брачки виталац је аутохтоно јело  из Нережишћа, са острва Брач, које спада у заштићено културно добро Републике Хрватске. Виталац, који у свом имену  садржи реч живот иако етимолошки није повезан са њим, своје порекло може имати у древним етрурским, римским ритуалима прорицања будућности из утрубе жртвоване животиње, а знамо из историје да су јагњићи и јарићи  за то увек били савршена жртва.

## Заштита
Брачки виталац је под ознаком З-3363, припремање традицијског јела брачког виталца заведен као нематеријално културно добро - појединачно, правног статуса заштићено културно добро, класифициковано као знање и „вештине  Републике Хрватске. 

## Историја
Стока је некада имала огроман значај за острво Брач, а многа насеља настала су на местима некадашњих пастирских станишта. Стока је током целе године боравила на отвореном, хранећи се мирисним медитеранским биљем прекривеним морском сољу. Управо због ове мешавине сочне траве, зачинског биља и соли, брачка јагњетина је тако квалитетна, а млеко које једу јагњад и јарад, а има га у изобиљу, даје месу посебан укус.  Не треба дуго размишљати зашто је јагњетина најцењеније месо у које се сви острвљани куну и које је вековима служило као дар приношен боговима. 
И док су  многе медитеранске земље у част богова жртвовале животиње, на Брачу се појавио и обичај организовања пастирске гозбе,  коју су једном годишње, у мају месецу, брачки пастири приређивали за власнике стада и ливада. Тај дан  би се брачка висораван претворила у огроман сто, за који су пастири позивали људе чију су земљу обрађивали или користили за испашу и почастили их народним јелима. Печена јагњетина, утруба животиња, сир, скут, домаћи хлеб и вино, били су главни састојци на трпези чиме се желело, да чак и кад посао није ишао добро, станодавац могао опростити дуг сит и задовољан, јер после доброг оброка може се опростити свима, чак и рођацима, сматрао је Оскар Вајлд.
Брачки виталац, представља живу везу са временом првих контаката грчке цивилизације и становника Брача, у 4. веку пре нове ере, и може се сматрати  једним  од јела традиционалне медитеранске кухиње чији је саставни део и кухиња са острва Брача.  
Oво пастирско, неолитско-древно јело као своју културу, јела и обичаје, донели су највероватније Грци са својих острва Крита и Родоса, где се и данас ово јело спрема и једе али под другим називом - сплинантеро.
Можда је виталац стигао са Грцима, али можда се јео и на суседним острвима, а не само на Брачу и Пагу. Можда је зачет на Брачу, а затим послат усмено па надаље, све до Грчке и Турске, не може  се са сигурношћу тврдити, јер се у свим овим подручјима спрема  ово јело у коме је јагњећа или јарећа изнутрица основа, а све остало су нијансе (оригано, сок од лимуна, бибер или млевена црвена паприка).  У основи су то ова јеле, спремљена на сличан начин:
- турски - kokoreç,
- македонски - кукурек,
- грчки - сплинантеро,
- брачки - виталац.

Ово некада пучко јело сиромашног острвског  народна  (јефтина кухиња остатака од квалитетне стоке),  данас је постало ексклузива у далматинским ресторанима попут џигерице у скрами,  јагњеће сармице у скрами, крвавица, свињских папака, шкембића, и сличних јела којих се многи плаше да једу, док други у њима све више уживају и хвале их.

## Опис добра
Како након клања јагњета или јарета на печену јагњетину или јаретину треба чеката више времена да се испече, док се чека да она стигне на сто, брачани су се досетили да пре тога припреме и једу виталац. Јело које је увек пратило припрему младе јагњетине или јаретине на Брачу, као неку врсту топлог предјела. 
У овом јелу главни састојак су јањећа или јарећа изнутрица од животиња које нису теже од  6-7 килограма, а клане су у фази док сишу само мајчино млеко, односно док су јагањад или јарад.
Састојци
- изнутрице (јетра, плућа, слезина) јагњета или јарета, по могућности оних „млечних”, односно оних који су се  до клања хранилили искључиво мајчиним млеком
- цревца јагнете или јарета (цревца не прати већ само рукама истиснути њихов садржај)
- трбушна марамица  јагњета или јарета чије се изнутрица користи,
- со

Припрема
Виталац се припрема тако што се изнутрица (јетра, слезена, плућа) исечене на комаде  (5 х 5 цм). Потом се  комад по комад тако исечене изнутрице густо слаже на тањи ражањ, а затим благо посоли са свих страна.
Тако натакнута изнутрица се потом омотава јањећом марамицом и на лаганом жару од дрвеног угља уз стално окретање пече око пола сата. Потом се ражњић омота неопраним јањећим цревима и даље пече још око пола сата, док корица не постане зланожута  и хрскава.
Сервирање
Тако припремљен брачки виталац се реже на кришке ширине 2-3 цм, по потреби додатно посоли и сервира док је јело још вруће.
Конзумира се са две кришке белог хлебе и младим луком, најчешће док се чека да се цело јагње испече.